# 序破急 (企業)
株式会社序破急（じょはきゅう）は、広島県広島市中区で営業している映画興行会社。

## 概要
2016年11月時点で映画館のサロンシネマ・八丁座を運営。映画興行専業で事業を行っている。サロンシネマ・シネツインのみの時代は、アート系（ミニシアター系）を中心とした映画を流していたが、八丁座開館以降は八丁座でロードショー作品も扱うようになっている。
序破急系の劇場では、小冊子『End Mark』を発行・配布している。
サロンシネマ＆八丁座としてA5両面カラー二つ折りの上映時刻表「tomorrow is another day」を月単位で発行している。

## 歴史
1954年（昭和29年）、現社長の父蔵本登が旧・サロンシネマの有る地で映画興行を開始。当時は、日活・大映・東映の封切館、洋画のスバル座、名画座の5映画館が営業していた。1965年（昭和40年）12月には『タカノ橋公楽センタービル』が建てられた。複数の映画館と飲食店が入居する現在のシネコンのような建物だった。
映画残業の斜陽化で1972年（昭和47年）1月に『鷹野橋大映』閉館。当時、『タカノ橋公楽センタービル』の代表取締役をしていた蔵本登が一念発起。

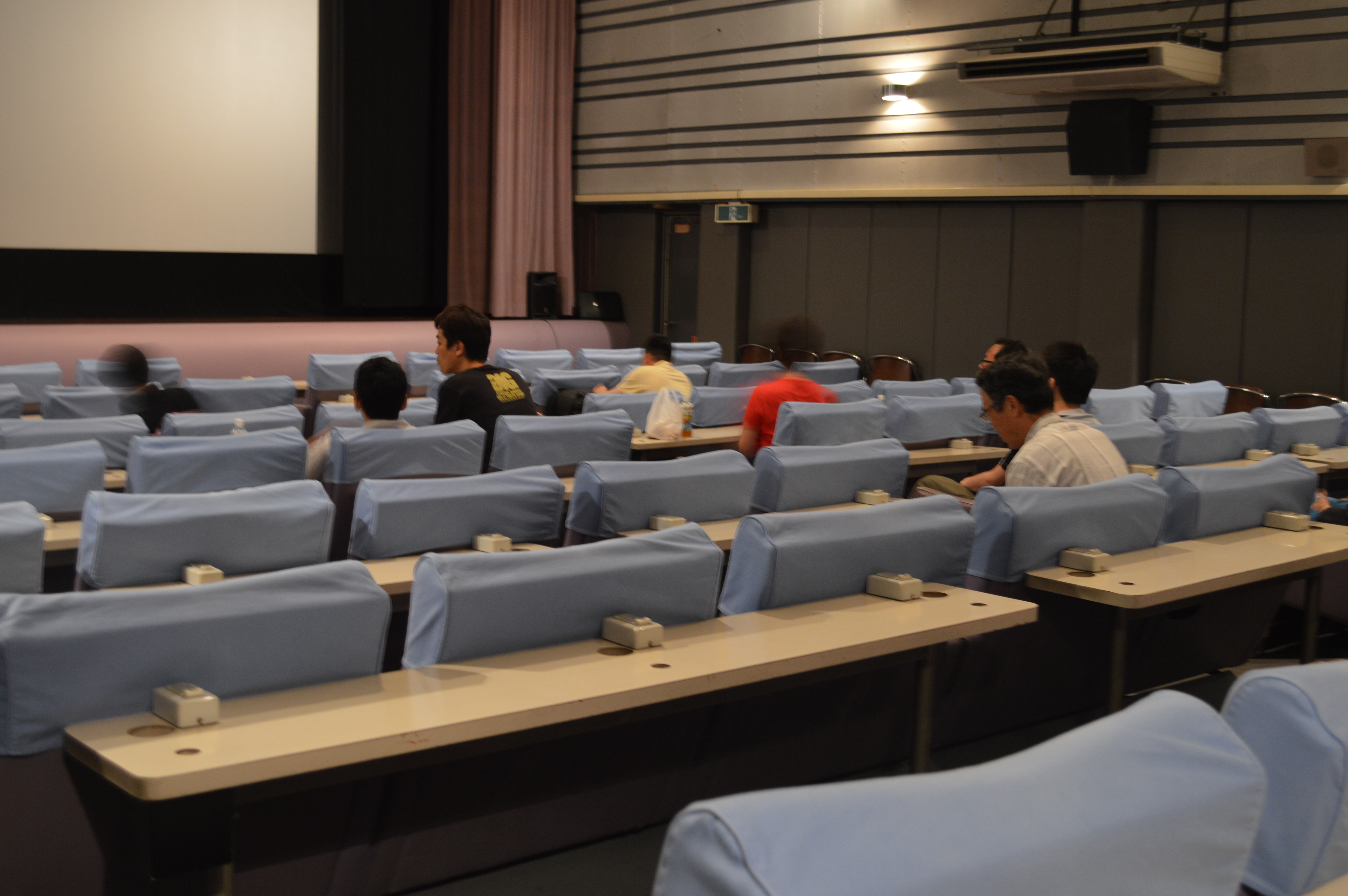
旧・サロンシネマ1の座席

場内は絨毯敷き、鷹野橋大映時代の250席を100席に減らし、当時45cmの座席幅が標準的だったのを60cmに拡大。スタジアム形式の座席を採用。各席にテーブル・押しボタンを追加。押しボタンは痴漢対策および、飲み物の注文に利用できた。脱ポルノ映画・名作映画路線を取った。それらの試みは改装当時画期的な物で同業他社も注目、スタジアム形式の座席は後年シネコンに採用された。その後、1974年（昭和49年）に姉妹館『シネマパーラー』をオープンさせた。
その後、経営は低迷し、昭和30年代に5館所有していた映画館も、切り売りなどして『タカノ橋公楽センタービル』を残すのみになり、1980年（昭和55年）には閉館かポルノ映画転換を考えるまでになっていた。その頃、東京でサラリーマンをしていた、現・総支配人の住岡正明が閉館の噂を確認すると、東京に帰り東京の映画館を視察してリポートを提出。半ば強引な形で入社した。
住岡正明は、東京で行われていたフィルムマラソンを広島でも行うことを提案。当時の社長から反対されつつ、自腹でフイルム代を出す条件で開催。21時30分から4本から5本の映画を9時間余りかけて上映する、1981年（昭和56年）3月から始まったフイルムマラソンは、多くの客が詰めかけ、1990年（平成2年）8月に100回、1996年（平成8年）に300回、2014年（平成26年）8月30日時点で579回を数える名物企画になった。
また、同時期に東京に嫁いでいた娘の、現社長蔵本順子に家業を継ぐことを打診。蔵本順子は、『ポルノに転換したら名画座に戻れなくなる』とポルノ転換に反対し父・蔵本登は受け入れ、蔵本順子は広島に帰り、1981年（昭和56年）に、当時サロンシネマを運営していた公楽産業の社長に就任した。最初に、映写技師が倒れても対応できるように、映写技師の資格を取得した。その後、受付からトイレ掃除まで行った。
1984年（昭和59年）まで名画の供給が続いたが、供給が途絶えたことで名画座としての興行を断念。同年夏以降はアート系ミニシアターとして営業を続けた。
その後、1986年（昭和61年）12月より、ウィズワンダーランド6階の多目的ホールを借りて、非常設館『テアトル・ウィズ』の興行を開始。1989年（平成元年）にヘラルド・エース・テレビ新広島とタイアップして『シネツイン』を設置。1994年（平成6年）に、『（旧）サロン・シネマ2』を設置。2005年（平成17年）に、家主の呼びかけで『宝塚4』の興行を引き継ぎ、『シネツイン2』を設置。2010年（平成22年）に『八丁座』を設置。2014年（平成26年）に現・『サロンシネマ』をオープンさせた。
序破急が運営するサロンシネマ以外の映画館についても、座席や内装、音響にこだわった劇場づくりをしている。それらの理由から、東京からも劇場の見学者が来る。
蔵本登は、その後不動産関係の会社を運営し、1999年（平成11年）1月に死去。蔵本順子は、1989年（平成元年）にシネツインの社長に就任。2009年（平成21年）には、現運営会社の序破急社長に就任した。2011年7月からは、地元映画評論家の花本マサミ死去に伴い、『蔵本順子のシネマトーク』のパーソナリティに就任。女性として初めて広島県興行生活衛生同業組合の理事長にも就任している。住岡正明は、サロンシネマ・シネツイン・八丁座の総支配人になっている。
2009年（平成21年）に週刊文春が行った『おすすめのシネコンランキング』で4位に選ばれ、森田芳光監督の『武士の家計簿』（2010年）はシネコン系に混じり売り上げ上位を確保した。八丁座開館以降は、高齢者の需要を獲得し営業利益を確保している。また、社員教育に力を入れ、年間340日、フイルムチェックや上映する映画を決めるための試写会を行い、上映後にはディスカッションを行っている。
2016年（平成28年）11月には社長の蔵本順子が藍綬褒章（公益活動）を受章し、また中国新聞主催の中国文化賞を受賞した。

## 運営映画館

### 営業中
| 外観 | 劇場名       | 開館年月日     | シアター数 | 席数                                         | デジタル対応 フイルム対応 | 前身の映画館 （転換直前の館のみ） | 備考                                                     |
| ---- | ------------ | -------------- | ---------- | -------------------------------------------- | ------------------------- | --------------------------------- | -------------------------------------------------------- |
|      | サロンシネマ | 2014年9月20日  | 2          | 125席（サロンシネマ1） 90席（サロンシネマ2） | ○ / ○ × / ×               | 広島東映 広島ルーブル。           | 広島東映プラザビル8階に入居                              |
|      | 八丁座       | 2010年11月26日 | 2          | 170席（八丁座 壱） 70席（八丁座 弐）         | ○（3D） / ○ ○ / ○         | 松竹東洋座 広島名画座             | 福屋八丁堀本店8階に入居 同じ建物内に『映画図書館』を併設 |

### 閉館済
| 外観 | 劇場名             | 開館年月日                                                   | 閉館年月日     | シアター数 | 席数                                         | 前身の映画館 （転換直前の館のみ）                           | 備考 |
| ---- | ------------------ | ------------------------------------------------------------ | -------------- | ---------- | -------------------------------------------- | ----------------------------------------------------------- | --- |
|      | （旧）サロンシネマ | 1972年3月1日（サロンシネマ1） 1994年4月29日（サロンシネマ2） | 2014年8月31日  | 2          | 100席（サロンシネマ1） 99席（サロンシネマ2） | タカノ橋大映（サロンシネマ1） タカノ橋日劇（サロンシネマ2） | 以前の運営会社は『蔵本興行』（-1984年頃）→『公楽産業有限会社』（1985-2007年頃） 『タカノ橋公楽センタービル』3階に入居 本社も同じビル内に入居していた |
|      | シネマパーラー     | 1974年                                                       | 1987年2月16日  | 1          | 66席                                         | ビリアード場                                                | 以前の運営会社は『蔵本興行』（-1984年頃）→『三和興行』（1985年頃） 『タカノ橋公楽センタービル』に入居 サロンシネマの姉妹館 |
|      | テアトル・ウィズ   | 1986年12月                                                   | 不明           | 1          | 80席                                         |                                                             | ウィズワンダーランドの多目的ホールを借りて、非常設館として設置 運営当初は『大劇』が運営。 『映画館名簿』は1990年版から1997年版まで掲載頃 |
|      | シネツイン2        | 2005年                                                       | 2013年12月27日 | 1          | 148席                                        | 広島宝塚4                                                   | 以前の運営会社は『シネツイン』（2005-2007年頃） 『新天地レジャービル』5階に入居 『シネツイン新天地』とも呼ばれていた。 |
|      | シネツイン         | 1989年8月25日                                                | 2016年10月31日 | 1          | 90席                                         | 中央名画劇場                                                | ヘラルド・エース・テレビ新広島とタイアップして設置 以前の運営会社は『株式会社シネツイン』（1989-2008年頃）→『シネツイン』（2004-2007年頃） 『APEX PART-2』地下1階に入居 1列目の座席を外し舞台を用意すればテレビスタジオとしても利用可 『シネツイン2』が営業していた頃は、『シネツイン1』や『シネツイン本通り』と呼ばれていた。 |

### 補足
1. 1 2  序破急が発行する小冊子『End Mark』2012年9月号にも、興行収入のみで、不動産収入は得ていなく、劇場は家賃を払っていると明記している[3]。
2. ↑  その頃の蔵本登の肩書きはタカノ橋公楽センタービル代表取締役だった[9]。
3. ↑  もっとも、1975年に公楽産業に入社している[20]。
4. ↑  『映画館名簿』には1997年度まで掲載[57]。『レジャー広島』も1997年9月号まで掲載[58]。『End Mark』には、1994年3月号までの掲載になっている[59]
5. ↑  『大劇』の社長と、『三和興行』の社長は同一の名前の人物[23][50]